# Givaldo Barbosa
Pour les articles homonymes, voir Barbosa.
Givaldo Barbosa, né le 25 janvier 1954 à São Paulo, est ancien joueur de tennis brésilien professionnel.

## Palmarès

### Titres en double (3)
| No | Date       | Nom et lieu du tournoi   | Catégorie | Dotation | Surface         | Partenaire  | Finalistes                | Score         |  |
| -- | ---------- | ------------------------ | --------- | -------- | --------------- | ----------- | ------------------------- | ------------- |  |
| 1  | 22-11-1982 | Tournoi de Bahia Bahia   |           | 75 000 $ | Moquette (int.) | João Soares | Thomaz Koch Jose Schmidt  | 7-6, 2-1, ab. |  |
| 2  | 21-11-1983 | Tournoi de Bahia Bahia   |           | 75 000 $ | Moquette (int.) | João Soares | Ricardo Cano Thomaz Koch  | NC            |  |
| 3  | 13-05-1985 | Tournoi de Madrid Madrid |           | 80 000 $ | Terre (ext.)    | Ivan Kley   | Jorge Bardou Alberto Tous | 7-6, 6-4      |  |

### Finales en double (2)
| No | Date       | Nom et lieu du tournoi               | Catégorie | Dotation  | Surface      | Vainqueurs                       | Partenaire  | Score         |  |
| -- | ---------- | ------------------------------------ | --------- | --------- | ------------ | -------------------------------- | ----------- | ------------- |  |
| 1  | 09-07-1984 | Suisse Open Gstaad                   |           | 100 000 $ | Terre (ext.) | Heinz Günthardt Markus Günthardt | João Soares | 6-4, 3-6, 7-6 |  |
| 2  | 06-05-1985 | WCT Tournament of Champions New York | WCT       | 500 000 $ | Terre (ext.) | Ken Flach Robert Seguso          | Ivan Kley   | 7-5, 6-2      |  |